# コマルカ・デ・ベタンソス
コマルカ・デ・ベタンソス（Comarca de Betanzos）はガリシア州ア・コルーニャ県のコマルカで、同県の東部に位置する。
アランガ、ベタンソス、セスーラス、コイロス、クルティス、イリショーア、ミーニョ、オサ・ドス・リオス、パデルネ、ビラルマイヨール、ビラサンタールの11自治体によって構成される。
隣接するコマルカは、北がコマルカ・ド・エウメ、東がルーゴ県のコマルカ・ダ・テーラ・チャ、南がコマルカ・ダ・テーラ・デ・メリーデ、コマルカ・デ・アルスーア、南西がコマルカ・デ・オルデス、西がコマルカ・ダ・コルーニャ。そして最北西部がリア・デ・ベタンソスに面している。
面積は677.0km²で、2010年の人口は39,621人（2007年：39,261人）。コマルカの中心となっている地区は自治体ベタンソスのベタンソス教区内のベタンソス地区。

## 地理
| コマルカ・デ・ベタンソスの構成自治体（2010年）         |              |             |                    |
| 自治体                                                 | 人口（人）   | 面積（km²） | 人口密度（人/km²） |
| アランガ                                               | 2,126        | 119.6       | 17.8               |
| ベタンソス                                             | 13,673       | 24.2        | 565.0              |
| セスーラス                                             | 2,209        | 79.7        | 27.7               |
| コイロス                                               | 1,722        | 33.9        | 50.8               |
| クルティス                                             | 4,228        | 116.6       | 36.3               |
| イリショーア                                           | 1,501        | 68.6        | 21.9               |
| ミーニョ                                               | 5,628        | 33.0        | 170.5              |
| オサ＝セスーラス                                       | 5,401 (2012) | 151.8       | 35,58              |
| パデルネ                                               | 2,653        | 39.8        | 66.7               |
| ビラルマイヨール                                       | 1,277        | 30.3        | 46.4               |
| ビラサンタール                                         | 1,406        | 59.2        | 21.6               |
| 計                                                     | 39,621       | 677.0       | 58.5               |
| 出典: INE（スペイン国立統計局）、IGE（ガリシア統計局） |              |             |                    |